# برومير
بورومير هو شخصية خيالية في رواية جون رونالد رويل تولكين ليجنداريون، إذ يظهر في أول مجلدين من سلسلة سيد الخواتم: رفقة الخاتم والبرجين، ويُذكر في المجلد الأخير عودة الملك. كان وريث دنثور الثاني -الملك الـ 26 لجوندور- والأخ الأكبر لفارامير. في الرواية تنضم جوندور لرفقة الخاتم. يُصوَّر شخصيةً مؤمنة وشغوفة بعظمة مملكتها وتحارب بطريقة لا تُقهر من أجلها. قوته الجسدية وشخصيته القوية والقيادية جعلت منه قائدًا يحظى بإعجاب واسع وسط جيش جوندور وجعلته المفضل لدى والده دنثور. عضوًا في الرفقة، قادته استماتته من أجل إنقاذ بلاده لخيانة رفاقه وسرقة الخاتم، لكنه كفر عن ذلك بتوبته وموقفه الأخير.

## في العمل الأدبي
بورومير ابن دنثور وفيندولاس، وكان فارامير أخاه الأصغر. وأصبح أبوهما حاكمًا لمملكة جوندور بعد سنة من ولادة فارامير، وكان بورومير وريثه. كان في العاشرة عندما ماتت والدته فيندولاس وقد أضحى دنثور كئيبًا وباردًا بعدها وبعيدًا عن عائلته ما جعل فارامير وبورومير يعتمدان على بعضهما.
طالما فضل دنثور بورومير على فارامير، أحب دنثور بورومير حبًا جمًا، ربما لأن الأخوة لم يكونا متشابهين، لكن هذا لم يسبب العداء بينهما. كان بورومير جريئًا ومقدامًا وطالما ساعد فارامير وحماه. بورومير كان قائد البرج الأبيض، استجابةً لرؤيا كل من فارامير وبورومير في الحلم، ذهب بورومير للبحث عن ريفينديل ودامت رحلته 111 يومًا، إذ سافر في طرق منسية للوصول إلى ريفينديل، رغم ما قاله عن «أن قليلين هم من يعرفون أين تقع»، خسر بورومير حصانه في غريفلود وسافر بقية الرحلة راجلًا.

### رفقة الخاتم
يظهر بورومير لأول مرة في سيد الخواتم حيث يصل إلى ريفينديل في أثناء بدء مجلس إلروند. ويتحدث عن محاولات جوندور للمحافظة على قوة موردور. ويحاول إقناع المجلس بأن يسمحوا له أن يأخذ الخاتم الأوحد للدفاع عن جوندور، لكن هذا الخاتم قد يفسد ويدمر من يستخدمه وينبه ساورون بمكان وجوده. يوافق على مصاحبة أراجورن إلى ميناس تيريث ويتعهدان على حماية فرودو حامل الخاتم.
يرافق بورومير فرودو جنوبًا من ريفندل. قبل أن يغادر، أطلق بوق جوندور، قائلًا إنه «لن يخرج مثل لص في الليل». في رحلة الجنوب، يتساءل بورومير تكرارًا عن حكمة قائدهم جاندالف. يثبت بورومير نفسه رفيقًا جيدًا في محاولاتهم لعبور الجبال الضبابية إذ ينصح بجمع الحطب قبل محاولة تسلق كارادراس، ما يحميهم من التجمد في عاصفة ثلجية. وعند التراجع من كارادراس، يثبت بورومير قوته وقدرته على التحمل حين يحفر عبر ضفاف الثلج المرتفعة إلى جانب أراجورن لتمهيد الطريق إلى أسفل الجبل.
يمران بعد ذلك تحت الجبال من خلال كهوف موريا، حيث يُقتل جاندالف، ويصبح أراجورن مرشدهم الجديد. عند حدود عالم إلفن من لوثلرين، يشعر بورومير بالقلق من فكرة الدخول ويناشد أراجورن لإيجاد طريقة أخرى «وإن كانت تستلزم استخدام السيوف»، مستشهدًا بقصص السحر إلفش و«المسارات الغريبة» التي تسببت بالفعل بوفاة جاندالف. فور وصوله إلى لورين، يشعر بورومير بالإنزعاج الشديد من تلاعب جيلدريل بعقله، يقول لأراجورن: «لا تثق كثيرًا بهذه السيدة وأهدافها». عند الفراق بينهما، يعطي جيلدريل بورومير حزامًا ذهبيًا وعباءة إلفن.
كان بورومير قد خطط للذهاب إلى ميناس تيريث، ورغم الإجماع الذي تم التوصل إليه في ريفينديل أنه يجب تدميره في موردور، فإنه يحث رفقته على مرافقته إلى ميناس تيريث قبل الانتقال إلى موردور. في حين يتأمل فرودو مساره من بارث جالين، يطلب بورومير من فرودو منفردًا أن يستخدم الخاتم للدفاع عن جوندور بدلاً من «التخلص منه». أخيرًا، يستسلم لإغراء أخذ الخاتم لنفسه، مبررًا ذلك بواجبه تجاه شعبه وإيمانه بنزاهته.
بعد أن يرى أن فرودو غير مقتنع، يطالبه بورومير ويتوسل إليه أن يعيره الخاتم على الأقل، وعندما يستمر فرودو بالرفض، يقفز بورومير للاستيلاء عليه. يختفي فرودو بارتداء الخاتم والفرار، بنية مواصلة السعي لهدفه وحده. يشعر بورومير بفظاعة أفعاله على الفور ويبكي. يبحث دون جدوى عن فرودو، يخبر الجماعة عن اختفاء فرودو، ولا يخبرهم عما فعله معه. ينطلق الهوبيت في انفعال جنوني للبحث عن فرودو. يأمر أراجورن بورومير -الذي يشتبه في دوره في اختفاء فرودو- بمتابعة حماية ميري وبيبين. ثم تهاجم الجماعة مجموعة من الأورك.

### البرجان
في أثناء القتال مع الأورك، يُصاب بورومير بجروح قاتلة بالسهام في أثناء دفاعه عن ميري وبيبين.
ينطلق بوق بورومير لتنبيه أراجورن، لكنه جاء متأخرًا جدًا. حين كان بورومير يحتضر، يعترف بمحاولاته لأخذ الخاتم من فرودو. ويطلب من أراجورن إنقاذ ميناس تيريث، بعدما فشل هو في إنقاذها. طمأنه أراجورن بأنه لم يفشل، وأن «القليلين حققوا مثل هذا النصر». يضع أراجورن وجيملي وليجولاس جسد بورومير في أحد قوارب إلفن الخاصة بهم، مع سيفه وحزامه وعباءته وقرنه المكسور. ووضعوا القارب في النهر باتجاه شلالات راوروس، وغنوا «رثاء الرياح» أغنيته الجنائزية. بعد ثلاثة أيام، يجد فارامير القارب الذي يحمل شقيقه الميت يطفو في النهر.

## الصفات
يصف تولكين مظهر بورومير حسب أصله النومينوروني: طويل وقوي، أقصر قليلًا لكنه أضخم من أراجورن، ذو بشرة صافية، وشعر داكن، وعينين رماديتين. كان أحد أعظم قادة جوندور بسبب شجاعته في ساحة المعركة. كان نبيلًا، وفي نفس الوقت مخلصًا للغاية، تصرفاته نابعة من حب قوي لشعبه وعائلته.
تتغير شخصية بورومير في الكتاب ا
الخاتم، بما يتماشى مع تقدم الملحمة نحو الكارثة التي ينتهي بها الكتاب الثاني. يظهر بورومير أكثر قيادية. وفقًا لشقيقه فارامير، حتى عندما كان الصبي بورومير ينزعج من فكرة أن السادة ليسوا ملوكًا، مع أنهم حكموا فعليًا لكن ليس اسميًا.
في الكتاب الثاني، ترسم شخصية بورومير أنه يتصرف باندفاع وتهور، إذ كان له دور أساسي في الكارثة التي حلت بجماعة الخاتم. في المشهد الافتتاحي للكتاب الثالث، يعيد بورومير فرض نفسه إذ يُصاب بجروح قاتلة من السهام، ويعترف قبل موته بفشله، وينصح أراغورن، ويطلب منه قيادة غوندور وإنقاذ شعبه. يظهر ولاء بورومير لمدينته الأصلية تعويضًا عن الكارثة التي سببها بالاعتداء على فرودو لحظة جنونه.

## تفسير الشخصية
توصف رغبة بورومير في الخاتم أنها نابعة من نية حسنة لكنها غافلة عن الأخطار المحتملة. اتخاذه موقف الحياد يعود إلى اعتقاده بأن القوى الإلهية قد اختارت غوندور لقيادة الحرب ضد القوى الشريرة. إنه حريص دائمًا على الثناء على أعمال جوندور العظيمة، متضمنةً أعماله الخاصة. إن غرور بورومير يجعله فريسة للقوة الخبيثة للخاتم، وهو يستقبل هلاكه عندما يهاجم فرودو للاستيلاء على الخاتم. وهو بذلك يفسح الطريق لأراغورن ليصبح ملك غوندور المستقبلي، بطريقة مشابهة لشخصية الكاتب فيرجيل «تورنس».
قورنت شخصية بورومير بشخصيات تولكين الأخرى مثل فيانور أو تورن تورمبار اللذان يظهران غرورًا وتعاليًا، وهي سمة في القادة احتقرها تولكين نفسه.
قورنت شخصية بورومير أيضًا بالبطل الأسطوري رولاند في العصور الوسطى. كلاهما يطلق البوق في خضم المعركة وكلاهما يُقتل في النهاية في البرية في أثناء الدفاع عن شعبه، مع أن رولاند يملك شخصية بطولية طوال الوقت ولا يمكن لومه على شي.

## تمثيل الشخصيات في الأعمال المقتبسة
في كل من فيلم الرسوم المتحركة للمخرج رالف باكشي عام 1978 وفي مسلسل بي بي سي اللاحق، يؤدي دور بورومير الممثل مايكل غراهام كوكس. ويرتدي في الفيلم الزي البربري، وهو خروج عن نص تولكين. ويؤدي دور بورومير الممثل كارل كريستيان روندمان في المسلسل الفنلندي القصير هوبيت 1993.
أما في ثلاثية فيلم سيد الخواتم لبيتر جاكسون، يلعب دور بورومير الممثل شون بين. وفي خروج عن نص كتاب تولكين، يظهر موت بورومير في نهاية زمالة الخاتم (2001)، بدلًا من بداية البرجين. في الفيلم، يصاب بورومير بجروح قاتلة بثلاثة سهام كبيرة أطلقها زعيم أوروك لورتز وهي شخصية غير موجودة في الرواية، بدلًا من السهام العديدة من العفاريت بقيادة أوغليك. وفي نهاية الفيلم يقتل أراغورن لورتز.
في البرجين، يظهر بورومير في النسخة المسرحية فترة وجيزة فقط على شكل ذكرى لبداية معركة غاندالف مع بالروج في موريا. ويضيف الإصدار الموسع اثنين من ذكريات الماضي: الأولى عندما يتذكر فارامير العثور على جثة بورومير وبوقه في قارب الجان الذي يُغسل على الشاطئ، وفي ذكرى أخرى أطول (المشهد الوحيد في الثلاثية حيث بورومير وفارامير يتحدثان)، بعد فوز بورومير في أوسجلياث وقبل رحيله إلى ريفندل. يحتفل الأخوان ويضحكان قبل أن يقاطعهما أباهما، ويطلبان منه الذهاب إلى ريفندل للبحث عن الخاتم الأوحد، وينتهي المشهد بمغادرة بورومير وهو يقول لفرامير: «تذكر هذا اليوم، يا أخي الصغير». هنا يعرف بورومير على ما يبدو أن (Isildur's Bane) هو الخاتم الوحيد، وأن والده قد اختاره خصوصًا، رغم تردده في الذهاب، استجابة لاستدعاء من إلروند. هو الآن على دراية بالمعنى الحقيقي للعبارة عندما يصل إلى ريفندل على ظهور الخيل.
في عودة الملك (2003)، يظهر بورومير في النسخة المسرحية في ذكرى قصيرة حين يتذكر بيبين تضحيته البطولية بنفسه. بسبب هذا المشهد وحده، يظهر اسم وشخصية شون ضمن فريق عمل الفيلم. في الإصدار الموسع من الفيلم، يظهر بورومير فترة وجيزة عندما ينظر دينثور إلى فارامير ويتخيل للحظة أنه يرى بورومير يمشي نحوه مبتسمًا.